# Peter Collins (plochodrážní jezdec)
Peter Spencer Collins, MBE (* 24. března 1954, Manchester, Anglie) je britský plochodrážní jezdec. V roce 1976 se v polských Katowicích stal mistrem světa, o rok později skončil o bod druhý za Ivan Maugerem z Nového Zélandu.